# جائزة ألمانيا الكبرى 1995
جائزة ألمانيا الكبرى 1995 هو سباق فورمولا 1 أقيم بتاريخ 30 يوليو 1995 في حلبة هوكنهايم، ألمانيا. كان التاسع من أصل 17 في بطولة العالم لسباقات الفورمولا واحد موسم 1995. حلّ الألماني مايكل شوماخر أولا بينما جاء البريطاني ديفيد كولتهارد في المركز الثاني وحصل على المركز الثالث النمساوي غيرهارد بيرغر.